# Arrondissement di Tulle
L'arrondissement di Tulle è un arrondissement dipartimentale della Francia situato nel dipartimento della Corrèze, nella regione della Nuova Aquitania.

## Storia
Fu creato nel 1800 sulla base dei preesistenti distretti.

## Composizione
L'arrondissement è composto da 118 comuni raggruppati in 14 cantoni:
- cantone di Argentat
- cantone di Corrèze
- cantone di Égletons
- cantone di Lapleau
- cantone di Mercœur
- cantone di La Roche-Canillac
- cantone di Saint-Privat
- cantone di Seilhac
- cantone di Treignac
- cantone di Tulle-Campagne-Nord
- cantone di Tulle-Campagne-Sud
- cantone di Tulle-Urbain-Nord
- cantone di Tulle-Urbain-Sud
- cantone di Uzerche